# Dino Balestra
Bernandino Balestra, noto come Dino (Giubiasco, 21 novembre 1947), è un dirigente d'azienda e scrittore svizzero.

## Biografia
Dino Balestra è nato nel 1947 a Giubiasco, nel Canton Ticino. Ha studiato pedagogia presso l'Università di Bologna, dove ha conseguito la laurea. Nel 1968 iniziò a collaborare con la Televisione della Svizzera Italiana (TSI), che aveva sede nei pressi di Lugano. Fu assunto dalla TSI nel 1970, lavorando presso il Dipartimento Educazione e Famiglia dell'azienda. Tra il 1971 e il 1976 scrisse alcune opere teatrali (anche trasmesse dalla TSI), mentre dal 1977 e fino al 1981 ha curato una rassegna di critica teatrale sul settimanale Cooperazione del gruppo Coop Svizzera. Nel 1987 e nel 1989 ha pubblicato due saggi su Jean-Jacques Rousseau. Nel 1990 scrive un monologo che, interpretato da Giorgio Albertazzi nella competizione legata alla Mostra internazionale televisiva di Pescara, si è posizionandosi al terzo posto.
Chiamato a dirigere i programmi della TSI nel 1986, ha continuato fino al 1999, quando è stato incaricato della direzione dell'azienda stessa, della quale nel 2009 ha guidato la trasformazione in Radiotelevisione svizzera di lingua italiana (RSI) nel 2009. Ha lasciato l'incarico, andando in pensione, il 1º giugno 2014, sostituito da Maurizio Canetta.
È presidente della Comunità radiotelevisiva italofona.

## Opere

### Saggi
- Lo specchio assente, Rousseau e lo sguardo altrui (1989)
- Lettera a d'Alembert sugli spettacoli (1987)

### Teatro
- Il concorso (1971)
- La seduta (1975)
- Schneekugel (1976)
- Un cane fedele (1990)